# Orkdal
Orkdal és un antic municipi situat al comtat de Sør-Trøndelag, Noruega. Té 11.779 habitants (2016) i té una superfície de 594.36 km².
L'agricultura té un paper molt important en el municipi. El camp de concentració Fannrem es trobà al municipi durant la Segona Guerra Mundial. Orkanger és un dels principals centres industrials al centre de Noruega. La indústria es troba principalment al parc Industrial Grønøra. Les empreses més grans són Technip Marí Norge AS, Reinertsen, Washington Mills i Elkem Thamshavn AS.

## Informació general
Orkdal s'establí com a municipi l'1 de gener de 1938. La seva població ha augmentat deu vegades des d'aleshores.

### Nom
El topònim en nòrdic antic era Orkardalr. El mot inicial prové del riu Ork (vegeu Orkla). El mot final darl significa vall. Històricament, el nom era Orkedalen.

### Escut
L'escut d'Orkdal és relativament modern. Se'ls va concedir el 25 d'abril de 1986. Mostra una línia de plata sobre un fons verd, que representa el riu Orkla travessant la fèrtil vall del municipi.

### Esglésies
El municipi consta de cinc esglésies que estan repartides en els nombrosos nuclis del població que es reparteixen per Orkdal. Totes foren construïdes entre el 1850 i 1870.

## Geografia
Una gran part de la població es concentra a la zona del centre administratiu, que se situa al capdavant d'una branca del fiord de Trondheim. El riu Orkla, un dels millors rius de salmó de Noruega, travessa el municipi.
El municipi té quatre llacs situats completament dins d'aquest.
Els municipis d'Agdenes, Snillfjord i Hemne se situen al nord-oest, Rindal (a Møre og Romsdal) i Meldal al sud, Melhus i Skaun a l'est, i Trondheim i Rissa cap al nord-est a través del fiord de Trondheim.